# Tadeusz Matuszewski
Tadeusz Matuszewski (ur. 3 czerwca 1933 w Rybnie, zm. 10 września 2012) – polski łyżwiarz szybki, trener.

## Kariera sportowa
Karierę sportową rozpoczął w Starcie Elbląg w 1948, gdzie jego trenerem był Kazimierz Kalbarczyk. W 1952 został mistrzem Polski juniorów. W latach 1953–1955 reprezentował barwy Stali FSO Warszawa, od 1956 był zawodnikiem Sarmaty Warszawa. Jego największymi sukcesami w karierze było wielobojowe mistrzostwo Polski w 1963 (wygrał wówczas także wyścigi na 500 m i 5000 m). W 1961 zdobył wielobojowe wicemistrzostwo Polski (wygrał wówczas bieg na 1500 m). Ponadto na mistrzostwach w 1962 był najlepszy w wyścigach na 500 m i 1500 m, a w 1964 na 500 m, ale klasyfikacji wielobojowej w tych latach nie prowadzono. 
W 1962 reprezentował Polskę na wielobojowych mistrzostwach świata, zajmując 40 m. (500 m - 33 m., 1500 m - 42 m., 5000 m - 44 m.).
Po zakończeniu kariery prowadził juniorów w Sarmacie (jego zawodnikiem był m.in. Stanisław Kłotkowski), następnie był sędzią łyżwiarskim.
Zawodowo związany z Fabryką Samochodów Osobowych w Warszawie.